# Thameslink

Diferentes ramales de Govia Thameslink Railway en Londres y el sur de Inglaterra

Thameslink es una ruta principal del sistema ferroviario del Reino Unido.
Con un total de 115 estaciones y servicios las 24 horas del día, las cinco rutas entre el norte y el sur (y viceversa) transcurren desde Bedford, Luton, St Albans, Peterborough y Cambridge, a través del centro de Londres, hasta Sutton, Orpington, Sevenoaks, Rainham, Horsham y Brighton. En hora punta también operas servicios adicionales a East Grinstead y Littlehampton. La red se abrió como un servicio directo en 1988, transportando a más de 28000 pasajeros en los servicios matutinos en hora punta. Todos los servicios son operados actualmente por el Govia Thameslink Railway.